# Tomás Conechny
Tomás José Conechny (ur. 30 marca 1998 w Comodoro Rivadavia) – argentyński piłkarz pochodzenia polskiego występujący na pozycji skrzydłowego lub cofniętego napastnika, od 2024 roku zawodnik hiszpańskiego Deportivo Alavés.